# Kurt Geißler
Kurt Geißler (n. 22 septembrie 1902, Berlin – d. 14 octombrie 1963, Köln) a fost un polițist german. Comisarul de poliție a îndeplinit în timpul Germaniei Naziste funcțiile de reprezentant special al Poliției de Siguranță la București, șeful Secției IV A 2 a Serviciului Principal de Securitate al Reich-ului, director al Poliției din Riga și după război comandant al Poliției din Köln.

## Viața și activitatea

### Educație și carieră timpurie
Geißler a fost fiul unui paracliser protestant. La vârsta de 17 ani a intrat în Freikorps Poensgen cu care a participat la luptele din Țările baltice după sfârșitul Primului Război Mondial.
După trecerea examenului de bacalaureat în anul 1921 Geißler a aspirat să devină comisar de poliție, dar a fost respins din motive de vârstă. El a studiat apoi dreptul și a intrat pentru prima dată în poliția în anul 1928, la secția din Weissenfels (Saxonia). După absolvirea a două stagii de pregătire pentru comisari a preluat în 1930 conducerea Comisariatului pentru combaterea organizațiilor comuniste din Departamentul IA (Politischen Polizei) de la sediul central al Poliției din Berlin.

### Perioada nazistă
Datorită experienței sale în materie de poliție politică Geißler a fost încorporat în mai 1933 în nou înființatul Gestapo. El a lucrat cel puțin până în 1942 la sediul central al Gestapo-ului din Berlin, unde a fost unul din principalii colaboratori ai lui Heinrich Müller și a fost responsabil cu combaterea comunismului și marxismului și cu anchetarea străinilor care desfășurau activități subsversive și a persoanelor repatriate din Uniunea Sovietică. În 1937 a fost promovat la Secția Penală și mai târziu a devenit superintendent de poliție.
Geißler a devenit la 1 mai 1933 membru al NSDAP (2.591.797) și a intrat în SS. El a avansat în cadrul SS până la gradul de SS-Sturmbannführer.
În anul 1940, Geißler a fost trimis ca agent special al Sicherheitspolizei (Poliția de Siguranță) la București, unde a devenit mai târziu atașatul de poliție al Ambasadei Germaniei. El a fost înlocuit din această poziție în februarie 1941.
În cursul celui de-al Doilea Război Mondial Geißler a făcut parte din trupele Poliției de Siguranță din Grecia, fiind transferat în 1941 la Berlin în Serviciului Principal de Securitate al Reich-ului, unde a condus secția IV D 3 (străini subversivi), înainte de a fi numit la începutul anului 1943 ca director al Poliției din Riga.
În august 1943 Geißler a fost condamnat la doi ani de închisoare pentru agresiune sexuală în interogarea unui fost angajat. Ca urmare, el a fost dat afară din SS, iar în mai 1944 și din NSDAP și închis până la sfârșitul războiului în diferite lagăre de concentrare.

### Perioada postbelică
După încheierea războiului, Geißler a căzut în mâinile Aliaților. El a fost internat mai mulți ani în diferite închisori și a fost adus ca martor la Procesul de la Nürnberg. În timpul detenției, a reușit să-i convingă pe aliați că s-a denazificat și a fost primit mai apoi pe postul de comisar în secția din Köln a Kriminalpolizei, devenind în cele din urmă comandant al secției.